# 中雪菲爾 (英國國會選區)
中錫菲（英語：Sheffield Central），英國國會一郡選區，位於英格蘭南約克郡谢菲尔德東南部，包括五個地方選區。
創設於1885年。1950年撤銷，自1983年恢復以來一直支持工黨。2010年大選中自1983年以來任議員的理查·卡本退休，由保羅·布羅姆菲爾德以41.3%選票、165票之微勝出該區繼承了議席。